# Vilém Mrštík
Vilém Mrštík (ur. 14 maja 1863 w Jimramovie, zm. 2 marca 1912 w Divákach) – czeski pisarz i krytyk literacki; autor powieści realistycznych i impresjonistycznych oraz szkiców z podróży; brat Aloisa Mrštíka (1861–1925). Tworzył przekłady z języka rosyjskiego.
Jako powieściopisarz łączył impresjonistyczne opisy przyrody z pogłębionymi psychologicznie wizerunkami postaci i naturalistycznymi obrazami wielkomiejskiej nędzy (Santa Lucia 1893, Pohádka máje 1897).
Wraz z bratem Aloisem napisał dramat realistyczny Maryša (1894).